# José Saldanha Lopes
Pour les articles homonymes, voir Saldanha (homonymie) et Lopes.
José Saldanha Lopes est un vice-amiral portugais né à Lisbonne, le 5 août 1949. 

## Carrière militaire
Il rejoint l’École Navale de la marine portugaise en 1968. Il est affecté à différents postes sur divers bâtiments. À terre, il occupe les fonctions d’instructeur à l’école des Transmission, il est affecté à l’État-major de la Mission Militaire de l’OTAN à Bruxelles, et occupe le poste de Chef d’État-major du Commandant Naval (COMNAV). 
En janvier 1982, il est désigné commandant du chasseur de mines “Ribeira Grande.” (Classe “Ton”). Fin 1983, il est affecté à l’état-major COMARCONT (Commandement Opérationnel de la Flotte), à la tête du Centre de Communications et, au sein de la division Opérations, chef de la section SAR. 
Il a suivi des cours tels que le “Communications Staff Course » au Royaume-Uni, et le « NATO E.W. Staff Course ». Promu capitaine de corvette en février 1985, il sert plusieurs fois à la mer au sein de l’état-major embarqué avant de rejoindre la STANAVFORLANT comme assistant Guerre électronique de SACLANT. Après cette affectation embarquée il suit le cours de l’École de Guerre à Lisbonne. 
En octobre 1988, il suit différents cours à HMS Dryad (en), l'école de guerre navale de la Royal Navy, et en mai 1989, il rejoint à nouveau la STANAVFORLANT comme officier Operations. En juillet 1990, il est affecté à COMARCONT comme chef de la section “Instruction et Entrainement”. En juin 1991, il est affecté comme “Flag Officer Sea Training Staff » à la base navale de l'île de Portland, comme premier officier de liaison portugais. Il est en même temps responsable de la préparation des frégates classe Vasco da Gama dans le cadre de leur participation à l’ « Operational Sea Training programme ».
Il est promu Capitaine de Frégate en février 1992, et affecté cette même année à la Division N4 de l’État-major de la Marine, où il devient officier de marque du projet Lynx MK95. En juin 1993 il est affecté comme premier commandant de la flottille d’hélicoptères de la marine portugaise. 
En novembre 1996, il assume le commandement de la Frégate NRP “Corte-Real.” En 1998, cette frégate est déployée en Opération réelle en Guinée-Bissau durant la guerre civile, puis plus tard rejoint la STANAVFORLANT pour six mois. Il quitte son commandement en octobre 1999.
De février 2000 à avril 2003, il est affecté à la mission Militaire portugaise auprès du Grand quartier général des puissances alliées en Europe à Bruxelles. 
Il est chef d’état-major de COMNAV jusqu’à la fin de septembre 2004. Il suit ensuite le cours d’état-major à l’école de Guerre de la Marine. 
Le 12 avril 2006, il est promu contre-amiral et désigné adjoint au vice-chef d’État-major de la Marine portugaise. 
José Saldanha Lopes est promu vice-amiral le 10 septembre 2008, avant d’être désigné au poste de COMNAV.
L’amiral Lopes prend les fonctions de commandant de la Force Maritime Européenne du  15 septembre 2009 au 28 novembre 2010.

## Distinctions
Au cours de sa carrière il a obtenu les décorations suivantes : “Services brillant”, “Mérite militaire”, ’“Mérite aéronautique”, “Silver Exemplary Behaviour” et “Campagnes d'Afrique”. Il a aussi reçu diverses citations nationales et OTAN. 

## Sources
- (pt) [PDF] COMANDANTE NAVAL José Saldanha Lopes Vice - Almirante, état-major général des forces armées du Portugal